# ریچارد وانیگلی
ریچارد وانیگلی (انگلیسی: Richard Vanigli؛ زادهٔ ۱ ژوئن ۱۹۷۱) بازیکن فوتبال اهل ایتالیا است.
از باشگاه‌هایی که در آن بازی کرده‌است می‌توان به باشگاه فوتبال کوزنتسا کالچو، باشگاه فوتبال لچه، باشگاه فوتبال آنکونا، باشگاه فوتبال امپولی، باشگاه فوتبال آ.ث. میلان، باشگاه فوتبال لیورنو، و باشگاه فوتبال وارزه اشاره کرد.